# Cylindroiulus distinctus
Cylindroiulus distinctus är en mångfotingart som först beskrevs av Lucas 1846.  Cylindroiulus distinctus ingår i släktet Cylindroiulus och familjen kejsardubbelfotingar. Utöver nominatformen finns också underarten C. d. gauthieri.